# Patrizio Sala
Patrizio Sala (Bellusco, 16 giugno 1955) è un ex calciatore e allenatore di calcio italiano, di ruolo mediano.

## Carriera

### Giocatore

#### Club
Cresciuto nelle giovanili del Monza, disputò due campionati di serie C prima di approdare nel 1975 al Torino seguendo Luigi Radice, suo primo allenatore a Monza e “scopritore”.
Fu infatti Radice, assunto nel Torino al posto di Edmondo Fabbri, a caldeggiarne l'acquisto intuendo nel giovane brianzolo ampi margini di miglioramento.

Da sinistra: i torinisti Renato Zaccarelli, Sala e Francesco Graziani durante una sessione fotografica allo stadio Filadelfia, 1978 circa.

Arrivato ufficialmente come rincalzo di Roberto Salvadori, lo sostituì in occasione di un incontro di Coppa Italia, suscitando immediatamente ampi consensi, tanto da ottenere il posto in squadra.
È grazie anche al suo apporto dinamico, unitamente alle intelligenti geometrie di Eraldo Pecci e alla sagacia tattica di Renato Zaccarelli, che il Torino poté contare sul miglior centrocampo della Serie A, aggiudicandosi così lo storico scudetto nel campionato 1975-1976.
Questa grande stagione gli spalancò le porte della nazionale, ma in azzurro ebbe sempre poco spazio, chiuso irrimediabilmente da Romeo Benetti.
Si confermò ancora tra i protagonisti l'anno successivo, quello dello storico duello con la Juventus conclusosi con una volata solitaria a due che premiò i bianconeri per un punto (Juventus 51, Torino 50), per poi pagare il progressivo scadimento della squadra, sempre più lontana dal vertice della classifica e in chiara difficoltà societaria, oltreché alle prese con divergenze nello spogliatoio.
Per esigenze di bilancio venne ceduto alla Sampdoria in Serie B nel 1981. Dopo un peregrinare in Toscana tra Fiorentina (1982-1983) e Pisa (1983-1984), approdò a Cesena, dove militò per quattro anni (dal 1984 al 1988), ambientandosi positivamente, guadagnando la promozione in Serie A e tornando, anche se con la limitazione della non più giovane età, agli standard dei tempi migliori.
Concluse la sua parabola professionistica nel Parma in Serie B.

#### Nazionale
Esordì in Nazionale A il 25 settembre 1976 (Italia-Jugoslavia 3-0). Convocato ai Mondiali 1978 in Argentina, disputò solo un incontro, peraltro in qualità di titolare per le concomitanti assenze di Romeo Benetti e Marco Tardelli, la finale per il 3º posto persa contro il Brasile (2-1).
Dopo due anni di assenza dalla nazionale, fu convocato nel 1980 per l'incontro contro il Lussemburgo per la sua ottava e ultima presenza in Nazionale maggiore.
Per lui il curriculum azzurro parla di 3 partite in Nazionale giovanile, 6 con la Nazionale B e 8 nella Nazionale maggiore.

### Allenatore
Appese le scarpe al chiodo, ha allenato le giovanili del Monza, il Leffe, il Varese, la Pistoiese, la Biellese, la Vis Pesaro, il Casale, la Pro Patria e le giovanili del Torino.
Nella stagione 2012/13 è stato il responsabile tecnico addetto al coordinamento degli allenatori della Fiammamonza. Nel corso della stagione è anche subentrato alla guida della squadra.
Nella stagione 2014/15 ha allenato nelle giovanili della Soccer Boys, squadra della provincia di Milano.

## Statistiche

### Cronologia presenze e reti in nazionale
| Cronologia completa delle presenze e delle reti in nazionale ― Italia | Cronologia completa delle presenze e delle reti in nazionale ― Italia | Cronologia completa delle presenze e delle reti in nazionale ― Italia | Cronologia completa delle presenze e delle reti in nazionale ― Italia | Cronologia completa delle presenze e delle reti in nazionale ― Italia | Cronologia completa delle presenze e delle reti in nazionale ― Italia | Cronologia completa delle presenze e delle reti in nazionale ― Italia | Cronologia completa delle presenze e delle reti in nazionale ― Italia |
| Data                                                                  | Città                                                                 | In casa                                                               | Risultato                                                             | Ospiti                                                                | Competizione                                                          | Reti                                                                  | Note                                                                  |
| --------------------------------------------------------------------- | --------------------------------------------------------------------- | --------------------------------------------------------------------- | --------------------------------------------------------------------- | --------------------------------------------------------------------- | --------------------------------------------------------------------- | --------------------------------------------------------------------- | --------------------------------------------------------------------- |
| 25-9-1976                                                             | Roma                                                                  | Italia                                                                | 3 – 0                                                                 | Jugoslavia                                                            | Amichevole                                                            | -                                                                     |                                                                       |
| 16-10-1976                                                            | Lussemburgo                                                           | Lussemburgo                                                           | 1 – 4                                                                 | Italia                                                                | Qual. Mondiali 1978                                                   | -                                                                     |                                                                       |
| 21-12-1977                                                            | Liegi                                                                 | Belgio                                                                | 0 – 1                                                                 | Italia                                                                | Amichevole                                                            | -                                                                     |                                                                       |
| 25-1-1978                                                             | Madrid                                                                | Spagna                                                                | 2 – 1                                                                 | Italia                                                                | Amichevole                                                            | -                                                                     |                                                                       |
| 8-2-1978                                                              | Napoli                                                                | Italia                                                                | 2 – 2                                                                 | Francia                                                               | Amichevole                                                            | -                                                                     | 72’                                                                   |
| 24-6-1978                                                             | Buenos Aires                                                          | Brasile                                                               | 2 – 1                                                                 | Italia                                                                | Mondiali 1978 - Finale 3º posto                                       | -                                                                     | [ 3 ]                                                                 |
| 23-9-1978                                                             | Firenze                                                               | Italia                                                                | 1 – 0                                                                 | Turchia                                                               | Amichevole                                                            | -                                                                     | 46’                                                                   |
| 11-10-1980                                                            | Lussemburgo                                                           | Lussemburgo                                                           | 0 – 2                                                                 | Italia                                                                | Qual. Mondiali 1982                                                   | -                                                                     | 46’                                                                   |
| Totale                                                                |                                                                       | Presenze                                                              | 8                                                                     |                                                                       | Reti                                                                  | 0                                                                     |                                                                       |

## Palmarès

### Giocatore

#### Club
- Coppa Italia Semiprofessionisti: 2

Monza: 1973-1974, 1974-1975
- Campionato italiano: 1

Torino: 1975-1976